# Relations entre la Syrie et l'Union européenne
Les relations entre la Syrie et l'Union européenne reposent sur deux accords signés par ces deux partis (un de coopération signé en 1977 et un autre d'association signé en 2009). La Syrie est membre de l'Union pour la Méditerranée (et précédemment du processus de Barcelone) et fait partie des candidats potentiels de la politique européenne de voisinage.

## Historique
À la suite de la répression du gouvernement syrien sur l’opposition, l’Union européenne a imposé un embargo sur la Syrie. L'Union européenne a commencé à soutenir l'opposition du Conseil national syrien et à appeler le gouvernement actuel à démissionner.
En mars 2012, deux États membres – l'Italie et les Pays-Bas – ont fermé leurs ambassades à Damas.

## Relations commerciales
L'UE est le principal partenaire commercial de la Syrie (22,5 % de son commerce) avec 3,6 Md € d'exportations de marchandises de l'UE vers la Syrie et 3,5 Md € d'exportations syriennes vers l'UE. Le total des échanges totalisait 7,18 Md € en 2010 et la Syrie est le 50e partenaire commercial de l'UE.

## Sources

## Compléments